# Vettaikaranpudur
Vettaikaranpudur là một thị xã panchayat của quận Coimbatore thuộc bang Tamil Nadu, Ấn Độ.

## Nhân khẩu
Theo điều tra dân số năm 2001 của Ấn Độ, Vettaikaranpudur có dân số 17.594 người. Phái nam chiếm 50% tổng số dân và phái nữ chiếm 50%. Vettaikaranpudur có tỷ lệ 53% biết đọc biết viết, thấp hơn tỷ lệ trung bình toàn quốc là 59,5%: tỷ lệ cho phái nam là 60%, và tỷ lệ cho phái nữ là 46%. Tại Vettaikaranpudur, 10% dân số nhỏ hơn 6 tuổi.